# Noémia de Sousa
Carolina Noémia Abranches de Sousa Soares, được gọi là Noémia de Sousa (20 tháng 9 năm 1926 - 4 tháng 12 năm 2002)  là một nhà thơ từ Mozambique viết bằng tiếng Bồ Đào Nha. Cô còn được gọi là Vera Micaia. Cô là người gốc Bồ Đào Nha và người thổ dân hỗn hợp. Thơ ca của De Sousa và sự tham gia vào Moçambicanidade là một phần lớn của phong trào văn học chống thực dân của Mozambique.

## Đời sống
Noémia de Sousa được sinh ra từ di sản hỗn hợp ở CHRbe, ở phía nam của vịnh đối diện với thủ đô Maputo của Mozambica. Cha cô là hậu duệ của một gia đình Luso-Afro-Ấn Độ đến từ đảo Mozambique; ông ngoại của cô là người Đức. Cha cô dạy cô đọc từ lúc bốn, bốn năm trước khi ông qua đời.
De Sousa viết thường xuyên trong những năm đầu đời nhưng không xuất bản tác phẩm của mình cho đến năm 22 tuổi vào năm 1948. Từ năm đó, cô xuất bản tác phẩm thường xuyên trong ba năm tiếp theo.
Chuyển đến Bồ Đào Nha ở tuổi 25, de Sousa sống ở Lisbon, làm phiên dịch từ năm 1951 đến 1964. Sau đó, cô rời đến Paris, nơi cô làm việc cho lãnh sự quán địa phương của Maroc. Cô trở lại Lisbon năm 1975 và trở thành thành viên của ANOP.
Cô đã làm việc với một số tờ báo và tạp chí trong suốt cuộc đời mình. Một số sự hợp tác đáng chú ý nhất của cô là với Mensagem (CEI); Mensagem (Luanda); Itinerário; Notícias do Bloqueio (Porto, 1959); Ôi Brado Phiano; Moçambique 58; Vértice (Coimbra), Sul (Brazil).

## Sự nghiệp viết lách
Đầu những năm 1950 de Sousa bắt đầu tham gia vào phong trào Moçambicanidade. Trong thời kỳ này văn học chống thực dân ở Mozambique đang ở đỉnh cao và de Sousa là một trong nhiều nhà văn nữ Mozambique hoạt động trong cuộc kháng chiến. Một trong những đóng góp ban đầu của de Sousa cho phong trào là chia sẻ các tác phẩm văn học của cô với các cơ quan báo chí ủng hộ cuộc kháng chiến. De Sousa đã viết một bài thơ đầy tác động, "Poema para uma Infância Distante", được xuất bản trong một ấn phẩm tin tức kháng chiến. Tác phẩm văn học nổi bật này là một tác phẩm đóng vai trò to lớn trong việc truyền bá bản sắc và nhận thức văn hóa trong phong trào Moçambicanidade.

### Moçambicanidade
Moçambicanidade là tên của một nền văn học mới và mang tính cách mạng lan rộng khắp Mozambique trong những năm 1940 và 1950. Văn hóa biết chữ của Mozambique đã chuyển trọng tâm từ phong cách châu Âu sang nhận thức văn hóa Mozambique, chống chủ nghĩa thực dân và hoạt động chính trị. Phong trào văn học này là một nền tảng mở cho công dân Mozambique mở cuộc đối thoại về các vấn đề liên quan đến chủng tộc, giai cấp và chính trị. Cả đàn ông và phụ nữ đều tham gia vào phong trào văn học cách mạng này.
Ba tạp chí lớn hỗ trợ và liên kết với Moçambicanidade là O Brado Victano, Itinerário và Msabo.
Noémia de Sousa thường được xuất bản ở O Brado lên người châu Phi và vào năm 1949, bà đã tổ chức, chỉ đạo và chỉnh sửa các cột của phụ nữ cho đến khi bà rời Bồ Đào Nha vào năm 1951. Trong thời gian của de Sousa tại O Brado lên người châu Phi, niềm tự hào màu đen, và nữ quyền bản địa. De Sousa thường xuất bản tác phẩm của mình dưới tên, Vera Micaia.

## Công trình
- Sangue Negro, Maputo: Associação dos Escritores Moçambicanos, 2001.
- "Nếu bạn muốn biết tôi" - bài thơ này xuất hiện trong nhiều tuyển tập, kể cả trong Margaret Dickindon (chủ biên), Khi đạn bắt đầu ra hoa và Margaret Busby (chủ biên), Daughters of Africa (1992).[2]